# Casa Bech (Palafrugell)
|  | No s'ha de confondre amb Casa Bech. |

La Casa Bech és una obra noucentista de Palafrugell (Baix Empordà) protegida com a Bé Cultural d'Interès Local.

## Descripció
Edifici plurifamiliar format per tres habitatges, cadascun de dues crugies. Consta de planta baixa, pis i golfes. La gran façana unitària és molt suggerent per la seva organització compositiva i pels diversos detalls ornamentals, amb elements com les tribunes -dues de cantoneres i una de central i la galeria correguda a la planta superior que és totalment oberta i presenta una balustrada i columnes i capitells que també segueixen per sobre de les tribunes.
La distribució dels buits s'ha mantingut excepte a l'habitatge número 80 en què s'han alterat els baixos. Els interiors s'han vist modificats en alguns casos.
La casa número 82 ha estat pintada, sense respectar les pervivències dels colors originals de les veïnes.

## Història
Aquesta casa havia estat caserna de la guàrdia civil fins 1941.